# 松文館
株式会社松文館（しょうぶんかん）は、日本の出版社。代表取締役社長は、きしもとのりのペンネームで活動していた元漫画家の貴志元則。

## 概要
1968年5月、滝沢明王がサン企画を設立。1978年にオハヨー出版への改名を経て、松本印刷の傘下となり、松文館に変更。1992年に松本印刷から貴志元則に譲渡される。
サン企画・オハヨー出版時代にはタツノコプロ作品等のコミカライズなどジュニア向けを主体としていたが、松文館時代には成人向け漫画を主力にシフトした。
松本印刷傘下の時代には、関連会社である児童書出版社の銀河社の発売元となっていた。

## 出版物

### コミックス
- ガールズポップコレクション - ティーンズラブコミックのレーベル。
- 別冊エースファイブコミックス - 成年・青年コミックのレーベル。「はじめ人間ギャートルズ」の単行本やコンビニコミックも刊行。別冊とついているのは以前ジュニア向けを主としていた名残。
- ダイヤモンドコミックス - ボーイズラブコミックのレーベル。
- 無頼コミックス - 歴史コミックのレーベル。
- パインコミックス
- ダイナコミックス - 別冊エースファイブコミックスの新装版が多かったが「成年マーク」が入っておらず一般コーナーに陳列されたりしていた。
- 松文館文庫／SBK文庫 - 成年コミックの文庫版。
- シガレットコミックス - 女性向け成年コミックのレーベル。
- エースファイブコミックス - 「新造人間キャシャーン」のコミックス等を刊行。
- サンピーコミックス - 「科学忍者隊ガッチャマン」や「昆虫物語 みなしごハッチ」のコミックスを刊行。

社名も幾度も変遷しているが、「超人戦隊バラタック」を筆頭に同社刊のサンピーコミックやエースファイブコミックスの単行本は、版が変わるたびに表紙絵やタイトルまで変わる特徴があった。

### 休廃刊雑誌
- レールガイ
- 月刊ZIPPER[6]
- 月刊漫画男
- 漫画ゴリラ
- 漫画族
- ハーフリータ（1986年-1991年）
  - いちごダイフク（1986年-）
- コミック姫盗人（1996年-2009年)
  - 貴麗(2000年)
  - マンカイ
  - 燃絵(2000年-2001年)
  - 銃漫(2001年-2002年)
  - キカスマ(2001年-2003年)
  - Kanaan（カナン）(2003年) - ボーイズラブコミック誌
  - 誰にも言えないマル秘(2004年)
  - コミックキャー(2008年)
- コミック戦国無頼（2009年-2010年)
- コミックみるくぷりん（2011年-2013年）
- ゲキデン（2011年-2012年）

### デジタルコミック誌
- 三十路人妻市場（2009年-2010年）
- コイ☆ヒメ（2009年-2010年）
- 熟女マニア（2010年-2014年）
- 姫マニア（2010年-2015年）
- デジタル姫盗人

### 絵本
- おはようえほん - 「鉄腕アトム」[7]や「魔法使いサリー」の絵本を刊行。
- サンえかきうたテレビえほん[2] - 1970年代に発売されたテレビキャラクターを題材とした絵本シリーズ。絵描き歌を収録したフォノシートが付属しているのが特徴である[2]。

## 関連会社
- 有限会社グループ・ゼロ - 書籍及び電子書籍の編集制作・取次、松文館の著作権管理も担う。